# Базиликут Богдан Омелянович
Богда́н Омеля́нович Базилику́т (24 серпня 1938, Гадинківці, тепер Тернопільської області — 17 серпня 2020, Львів) — український оперний співак (ліричний тенор), народний артист України, професор, педагог.

## Біографія
Закінчив музично-педагогічний факультет Львівського (нині Дрогобицького) педагогічного інституту (1960) та Львівську консерваторію, вокальний факультет (1971, клас М. Шелюшка).
1971—1979, 1984—1990 — соліст Львівського театру опери та балету, 1979—1983 — ансамблю пісні й танцю Південної групи військ в Угорщині. Працював викладачем (1960—1961, 1964—1971, від 1987), від 1993 — професор Дрогобицького педагогічного університету. У 1999 році Богдана Базиликута запросили до Львівського національного університету імені Івана Франка на кафедру театрознавства та акторської майстерності, Від 2005 р. і до ц.часу — професор кафедри музичного мистецтва факультету культури і мистецтв Львівського національного університету імені Івана Франка.

## Нагороди
- Лауреат республіканського пісенного конкурсу (Краснодон, 1969, 1-ша премія).
- Заслужений артист України (1979)[2];
- Народний артист України (1992)[2];
- Відмінник освіти України (2002)[2].

## Партії
- Петро («Наталка Полтавка»)
- Альфред («Травіата»).
- Андрій («Запорожець за Дунаєм» С. Гулака-Артемовського),
- Стефан («Страшний двір» С. Монюшка),
- Надір («Шукачі перлів» Ж. Бізе) та ін.

## Літературні твори
- Орфоепія в співі. — Л., 2001;
- Програми з вокального класу для студентів музично-педагогічних факультетів. — К., 2003: Метод, рекомендації для вчителів музики. — Л., 1987;
- упорядник репертуарної збірки «Українські пісні та романси з репертуару Богдана Базиликута». — Л., 2003.